# Панджшир
Панджшир е провинция в източен Афганистан с площ 3610 км² и население 130 400 души (2006). Административен център е град Базарак.

## Административно деление
Провинцията се поделя на 7 общини.